# André Campra

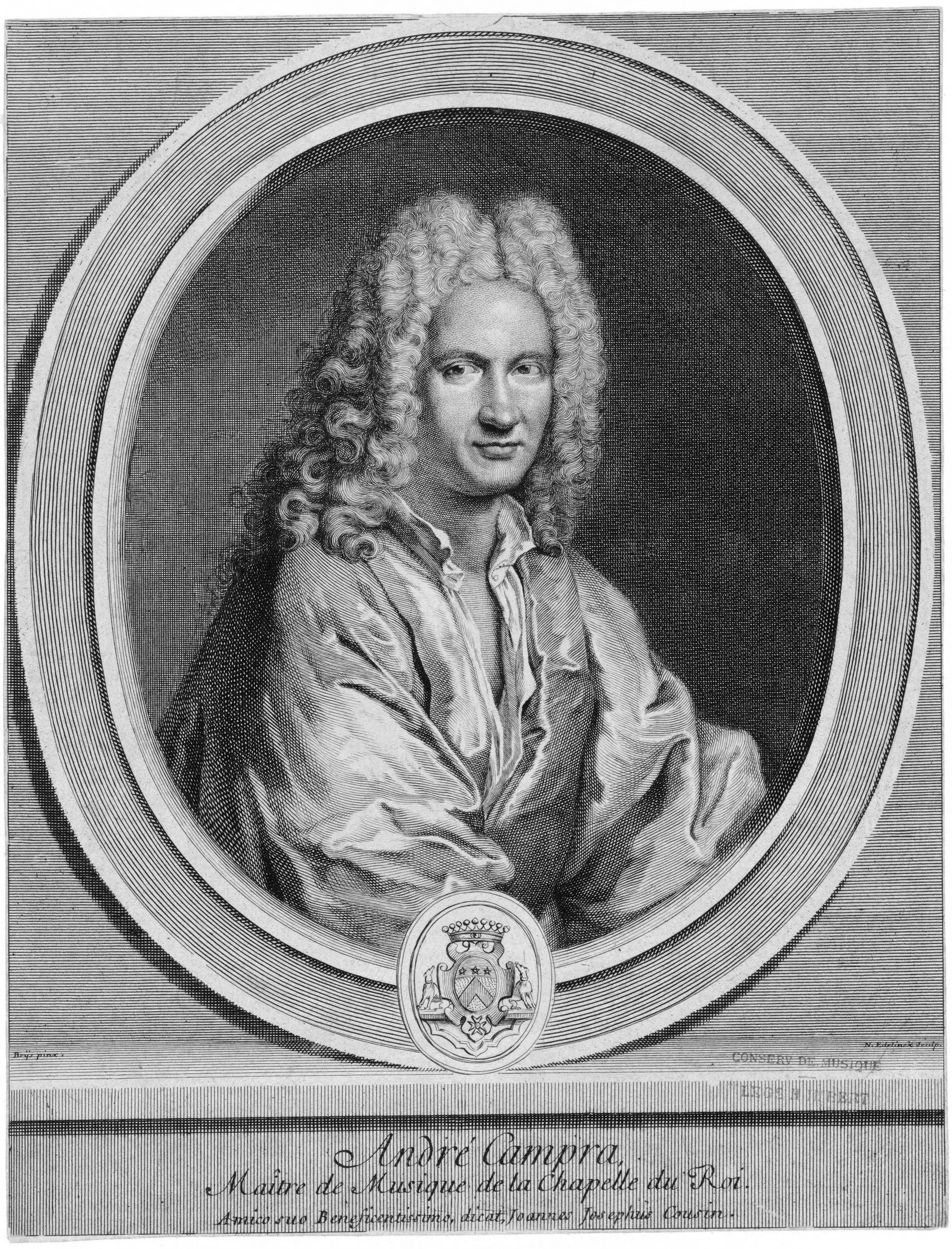
André Campra

André Campra (getauft am 4. Dezember 1660 in Aix-en-Provence; † 29. Juni 1744 in Versailles) war ein französischer Komponist.

## Leben

### Die frühen Jahre
Campras Vater stammte aus der Gemeinde Graglia in der Provinz Biella nördlich von Turin, war Chirurg und spielte Geige in einer Schar Dorfmusikanten aus Aix, zu der auch Andrés Taufpate gehörte. Campras Mutter, Louise Fabry, kam aus dem Bürgertum und brachte Grundbesitz mit in die Ehe, darunter ein Morgen Wein. Vom achten Lebensjahr an genoss Campra seine erste musikalische Ausbildung als Chorknabe der Kathedrale Saint-Sauveur in Aix-en-Provence und gelangte in den Kreis von Kindern, die eine besondere Förderung erfuhren. 1672 legte Kardinal Jérôme Grimaldi ihm die Pflicht zur Tonsur auf, einhergehend mit einer weiteren Unterstützung seines musikalischen Werdegangs trotz einsetzenden Stimmbruchs. Schon im Alter von 17 Jahren komponierte er seine ersten Motetten. Zuträglich war Campra die ausgezeichnete Unterweisung durch Guillaume Poitevin, doch zeigte sich auch früh der italienische Einfluss seiner Herkunft, profitierend von der für solche Gegebenheiten offenen Stimmung Südfrankreichs.
Campras Ausbildung war umfassend: Kirchenlatein, Grammatik, Geisteswissenschaften sowie Theorie und Praxis der Musik. Im Mai 1678 ging sein Chorknaben-Dasein über in das eines clerc (Gehilfe) im kirchlichen Dienst. Hierzu musste er kein Gelübde ablegen, war kein Priester, profitierte aber von kirchlichen Wohltaten, wenngleich um den Preis, sich an die kirchlichen Lebensregeln halten zu müssen. 1681 erhielt er vom Domkapitel einen Verweis, weil er an Theateraufführungen teilgenommen hatte. In der Folgezeit hielt er seine Begeisterung für Schauspiel und weltliche Musik im Zaum und konnte damit das Wohlwollen seiner Vorgesetzten so zurückgewinnen, dass sie ihm im Mai 1681 eine unter dem Titel „Saint-Esprit“ gestiftete Kaplanspfründe zukommen ließen. Indes hatte Campra andere Pläne und bat für den folgenden August um Urlaub für eine Reise nach Arles.
Er trat in Arles sogleich die Stelle des maître de musique an der Kathedrale Saint-Trophime an, deren Kantorei weniger Glanz und Ruhm vorwies als jene in Aix, doch gab es ein kleines Orchester und er wurde dessen Chef. Kurze zwei Jahre hielt es ihn hier, immerhin länger als die bekanntesten Musikgrößen des Ortes, Annibal Gantez und Nicolas Saboly. Zwar wurde Campra gut bezahlt, doch fehlten die Mittel für eine seinem Ehrgeiz entsprechende Ausübung der Pflichten. Mitten in diese Zeit fiel ein Ausflug in die weltliche Musik, als er 1682 bei den Veranstaltungen anlässlich der Geburt des Herzogs von Burgund, eines Enkels von Louis XIV., mit Einverständnis des Kapitels eine Symphonie dirigierte. Nicht bekannt ist, ob er das vorgetragene Stück selbst komponiert hatte.
1683 zog es ihn nach Toulouse, wo er die Singschule der Kathedrale Saint-Étienne leitete; diese Position hatte er elf Jahre inne. Die musikalischen Mittel waren recht bescheiden, zur instrumentalen Unterstützung der Sänger standen ihm lediglich Serpents und eine Bassgambe zur Verfügung, Campra gelang es, noch zwei Violinstimmen hinzuzufügen. 1685 wurde er bei einer Versammlung der Stände des Languedocs in Montpellier als maître de musique empfangen. Im Jahr darauf erhielt er eine Rüge, weil er den Kinderchor außerhalb der Kirche hatte singen lassen und es störte eine gewisse Unordnung, die Campra in der Kantorei verursachte. Für Unordnung im eigenen Leben sorgte 1690 die Beziehung zu einer jungen Toulouserin, verführt soll er sie haben. Unklar ist, ob er durch Eintritt in die französische Marine sich etwa entstandenen Verpflichtungen entziehen wollte, jedenfalls war nun der als leicht reizbar und brutal bekannte Rekruteur Fähnrich zur See Chevalier de Juliard auf dem Plan und forderte, Campra solle zwei Chorknaben für den Eintritt in die Marine bestimmen. Er verweigerte dies, was gegenüber einem Offizier der Königlichen Marine keine Kleinigkeit war. Campras direkter Vorgesetzter, der Erzbischof Colbert de Villacerf musste für ihn in diese Sache tätig werden, und sogar Lamoignon de Bâville, Verwalter des Languedoc, war zu bemühen. Die recht beachtliche Affäre ließ Campras Ansehen nicht wachsen. 1691 verlangte das Domkapitel, dass er seine Werke dem Kapitel vor jeder Aufführung vorlegen musste. Das ehrbare Vorbringen, sich weiterbilden zu wollen, um der Gesellschaft besser dienen zu können, verhalf ihm im Frühjahr 1694 zu einem Urlaub in Paris, doch blieb er dort.

### Etablierung in Paris
Campra wurde im Juni 1694 durch die Hilfe des Abtes von Saint-Sever, M. de La Grange-Trianon, ohne Wettbewerb Leiter der Singschule an Notre Dame de Paris, was auch sein Talent offenbart, mächtige Beschützer zu gewinnen und zu bewahren. Leiter jener Kantorei zu sein, war das höchste Amt, das man in Frankreich in der Kirchenmusik erreichen konnte, und in dieser Position eine hervorragende Leistung zu zeigen, musste ihm am Herzen liegen. Was ihm bald zu Berühmtheit verhalf, waren keine außergewöhnlich großen Werke, sondern seine 37 Motetten, die ein breites Publikum fanden und in drei Bänden 1695, 1700 und 1703 gedruckt wurden. Die seiner provenzalischen Heimat zu verdankende, schlichte, gutmütige Herzlichkeit des Jugendwerks war allmählich einem italienischen Stil gewichen, der nicht zuletzt daher rührte, dass in den letzten Jahren des 17. Jahrhunderts der italienische Einfluss bei den Motetten besonders groß war. So befand er sich mittendrin in der „stilistischen Auseinandersetzung“ zwischen der feinfühligen französischen und der lebhaften italienischen Musik, doch gelang ihm offenbar die „Stilsynthese“. Le Cerf de La Viéville, profiliertester Fürsprecher des französischen Stils, bemängelte zwar Kleinigkeiten, wähnte Campra aber dennoch an der Spitze der zeitgenössischen Komponisten. Besonders angetan hatte es ihm In te Domine, wozu er meinte, es sei „die beste von allen Motetten, die ich kenne und die von einer herrlichen und wahren Güte ist, oder habe ich mich getäuscht, ausdrucksvoll, einfach, angenehm, von einem frommen und anmutigen Gesang“.
Anscheinend war auch das Domkapitel zufrieden mit Campras Arbeit, wenngleich sich die von ihm angestoßenen Neuerungen, wie die Verwendung von Violinen, mit der sehr traditionalistischen Einstellung der Domherren rieben. Campra zog seinen Nutzen aus der Vorurteilslosigkeit des neuen Erzbischofs Louis-Antoine de Noailles, unter dem ihm eine Pfründe gewährt wurde. Jener machte ihn zum Kanoniker von St-Jean-le-Rond und schlug ihm vor, des Einkommens wegen Subdiakon zu werden.

Für Marie-Elisabeth-Gabrielle-Angélique de La Mothe-Houdancourt, duchesse de La Ferté (1654–1726, Reiterporträt von Joseph Parrocel aus den 1670ern) schrieb Campra 1698 auf ein Libretto von Antoine Danchet das Divertissement Vénus, feste galante. Die Venus blieb in des Komponisten Opern eine bevorzugte Figur.

Derweil suchte Campra den Kontakt zur Pariser Gesellschaft, freundete sich an mit dem Instrumentenmacher Jean-Baptiste Chéron und dessen Frau Anne Felière und wurde Taufpate von deren Sohn André Chéron. Das Divertissement hatte sich – in verschiedenen Formen – als ein neues musikalisches Genre durchgesetzt, das von Mäzenen und Künstlern in ein mondänes Milieu gepflanzt wurde, das ohne die höfische Etikette auskam, das liebenswerter war und freier und das der Libertinage Raum gab. Hier gab es Arbeit für Campra, den „Libertin und Diener Gottes“, Versailles brauchte ihn nicht zu kümmern, zumal das Desinteresse auf Gegenseitigkeit beruhte: Ludwig XIV. hielt nichts von ihm, was möglicherweise daran lag, dass – so Dom Caffiaux – Michel-Richard Delalande am Hof immer gegen Campra war. Trotzdem erwuchs aus diesem Milieu, das aus Sicht des Königshofs nicht das ehrbarste war, in dem sich aber mitunter echter ältester Adel fand, der Kontakt, der Campra später nach Versailles brachte: Er traf Philippe II. d’Orléans, der sein mächtigster und dauerhaftester Beschützer wurde.

### Zeit der Rivalität mit den Protegés des Philippe II. von Orléans
1697 bestellte der Herzog von Sully bei Campra ein kleines Divertissement, das dem Herzog von Chartres gewidmet wurde. Jener hatte also einen Grund, sich für Campra zu interessieren, zumal l’Europe galante seinen Geschmack treffen durfte – er war Schüler Marc-Antoine Charpentiers, der wie kein anderer Komponist dieser Epoche für Italianismen stand. Woher sich einerseits die Annahme anbietet, Campra sei 1698 an dessen Stelle als maître de musique bei Orléans getreten, um gegen 1700 wiederum von Charles-Hubert Gervais (1671–1744) ersetzt zu werden. Andererseits sind zeitgenössische Dokumente selten, die direkte Kontakte belegen. Wo Lully das Rampenlicht gesucht hatte, pflegte Campra die Anonymität. Einen Hinweis auf die Nähe zwischen ihm und Philippe gibt aber die Widmung der Oper Camille von 1717, in der auch all die Wissenschaften genannt wurden, für die der Regent sich besonders interessierte: Physik, Mathematik, Malerei und Musik. In diesen Disziplinen nutzte das Mäzenat des Herzogs einigen Protegés, im Fall der Musik Gervais, Nicolas Bernier (1664–1734), Jean-Baptiste Morin (1677–1745) und – zunächst – Jean-Baptiste Rousseau (1671–1741). Bei ihm gab es Spannungen mit Campras Librettisten de La Motte und Campra wollte kein Gedicht von Rousseau vertonen, der daraufhin beide in seinen Epigrammen schmähte, was mit seiner Verbannung endete.
Zwar wurde in dieser Zeit für das organisierte Aufeinandertreffen von Musikern französischen und italienischen Stils durchaus das Wort combat (Kampf) benutzt, doch zielte eine von Philippe bewusst geförderte Rivalität ab auf Experimentiergeist, Erkenntnisfähigkeit und Entwicklung von Techniken, ein Prozess, in dem sich Campra in den zehn Jahren nach l’Europe galante wiederfand und der sich tatsächlich auf den französischen Musikstil auswirkte. Neue Techniken in Kontrapunkt und Harmonik befördern sollte wohl ein zwischen Stuck, Morin und Pietro Antonio Fiocco (1654–1714) angestoßener Wettbewerb um die Vertonung von Rousseaus Gedicht Philomèle als französische Kantate. Die Arbeiten von Morin und Fiocco sahen die erste und zweite Strophe als air da capo, Fiocco mit Neapolitanischem Sextakkord, Morin in gleichnamiger Moll-Tonart. Stuck erkannte, dass der Sinn des Gedichts einem da capo entgegenstand, benutzte aber auch die sixte napolitaine und außerdem Rhythmen der sicilienne. Als Letzter lieferte Campra, wie er es im Avertissement ausdrückte, weil „die Kantaten in Mode gekommen sind“, nicht ohne einen Seitenhieb auf „diejenigen von uns Franzosen“, die über die Italinismen die „Schönheit“ der französischen Musik vergaßen. Das von Pierre-Charles Roy der Mythologie entnommene Gedicht Arion enthielt als Kantate dann ein Les flots sentent la puissance de ses sons harmonieux genanntes Air für Solostimme mit obligater Traversflöte und Basso continuo. Es gab einen Dreiertakt, punktierte Rhythmen, überbundene Noten und es sah ganz nach französischer Passacaille aus. Der Schuss italienischer Harmonik kam durch die Art, wie das obligate Instrument sich mit der gesungenen Linie rieb. Gab es bei Morin und Fiocco eine Begleitung mit Terzen und Sexten, setzte Campra unorthodoxe Dissonanzen und zog mit einer Demonstration seiner Virtuosität an den Rivalen vorbei. Eine Vergütung gab es für Campra und Stuck 1718: Wohl auf Fürsprache Philippes gewährte Ludwig XV. beiden eine jährlich Pension von 500 Livres.

### Meistgespielt am Jesuiten-Kolleg Louis-le-Grand
Die entstandenen nützlichen Beziehungen pflegte Campra, darunter speziell jene zu den Jesuiten des Collège Louis-le-Grand. Eine von 1698 bis 1737 währende Zusammenarbeit gab ihm einen gewissen Halt, wobei nicht eindeutig zu sagen ist, ob es sich um eine feste Anstellung mit Verantwortung für das gesamte musikalische Geschehen des Hauses handelte oder um regelmäßig erteilte Aufträge. Eine fünfzehn Jahre währende Lücke ergab sich von 1704 an, bei der zumindest die Zeit von September 1714 bis November 1715 erklärbar ist: Campra war Direktor der Oper in Marseille. Die Verbindung zu den Jesuiten mag bereits in Campras provenzalischer Zeit entstanden sein, in Paris wurde er für sie interessant, als sich 1699 Probleme durch Henry Desmarests Flucht ins Exil ergaben. Zwar war Campra nicht der einzige vom Collège in Anspruch genommene Komponist – mindestens 14 weitere gab es da –, doch war er auf dessen Bühne im 18. Jahrhundert der meistgespielte. In Europa war das Collège mit seiner Kirche St. Louis eine der angesehensten Lehranstalten. Gelegentlich gab es dort musikalische Ehrungen von Mitgliedern der königlichen Familie, an denen Campra teilnahm, mit dem Effekt, seine Musik einflussreichen Personen zu Gehör bringen und auf wachsende Unterstützung und Protektion hoffen zu können. Was gespielt wurde, ist dokumentiert durch erhalten gebliebene Programme und Berichte des Mercure, selbst führten die Patres nicht Buch über ihre Veranstaltungen, ihr Archiv wurde größtenteils zerstört. Auch werden Notenblätter nur selten gefunden, was wahrscheinlich daran liegt, dass das Haus die Gestaltung von Musik- und Ballettveranstaltungen fast ausschließlich extern vergab. 1721 sah der Mercure de France Campra von der Funktion her als maître de musique am Jesuiten-Kolleg.

### Lichtblick für ein Opernhaus mit langer Krise

#### Glückliche Zeit zwischen zwei Kriegen
Zur Zeit von Campras Ankunft in Paris war Jean-Nicolas de Francine (1662–1735) Direktor der Opernakademie. Lullys Witwe Madeleine Lambert hatte ihrem 25 Jahre alten, offenbar ohne musikalische Ausbildung aufgewachsenen Schwiegersohn die Leitung 1687 überlassen, doch tat jener sich schwer, beim Personal die Disziplin aufrechtzuerhalten, ließ selbst Disziplin in der Finanzverwaltung fehlen und den auf die Bühne gebrachten Opern mangelte es unter ihm an Qualität. Lully legte seinerzeit noch Wert darauf, dass ein Meer in seinen Opern sich wirklich bewegte. 1694 musste das Publikum große, grob mit blauer Farbe beschmierte Bretter hinnehmen – und es murrte. 1697 endete der Pfälzische Erbfolgekrieg und das Jahr begann bei Francine mit wenig erfolgreichen Tragödien von Gervais und Desmarest, doch brachte am 24. Oktober Campras L’Europe galante eine Wende und mit Issé von André Cardinal Destouches gab es ein Stück, das auch am Königshof reüssierte. Destouches, ein Schüler Campras, steuerte zu dessen Ballett-Oper, die zu einem Wendepunkt im französischen Musik-Geschehen wurde, drei Airs bei und musste sich dennoch düpiert fühlen: Das von seinem Vetter und Librettisten Antoine Houdar de La Motte ursprünglich ihm zugedachte Libretto konnte Campra ihm gewieft abluchsen. Da mag man sich später nicht mehr unvoreingenommen begegnet sein, jedenfalls kam es trotz des Erfolgs von L’Europe galante nie mehr zu einem gemeinsamen Projekt. La Motte bediente Destouches und Campra fand in Antoine Danchet seinen meist angefragten Librettisten – neben dem Kontakt zu seinem Bruder Joseph (1662–1744) und zu den Jesuiten der dritte konstante Faktor in André Campras Leben. In dieser Zeit ließ er Joseph seine weltlichen Werke unterzeichnen, um seine Stelle an Notre Dame nicht zu verlieren, doch war die wahre Urheberschaft der Werke ein offenes Geheimnis.
Destouches blieb fortan fast so produktiv wie Campra und arbeitete mit daran, dass das erste Drittel des 18. Jahrhunderts an der Pariser Oper die „Zeit des Balletts“ wurde. Campra drückte diesem Trend seinen ganz persönlichen Stempel auf, beispielsweise durch die Einführung unbekannter italienischer Tänze, wie der Forlane. Dabei war sein Italianisieren – so weit man weiß, war Campra nie in Italien – nicht wie jenes zu Zeiten von Charpentier, der harmonische Komplexität von jenseits der Alpen übernahm, sondern ein Beimischen italienisch melodischer Spritzigkeit zu seinen Kompositionen, auch zu seinen nicht-tragischen Opern. Nach seinem 1697er-Erfolg mit L’Europe galante war Campra emsig im Opernbetrieb, lieferte für die acht kommenden Spielzeiten je eine Oper ab und 1704 deren sogar zwei.

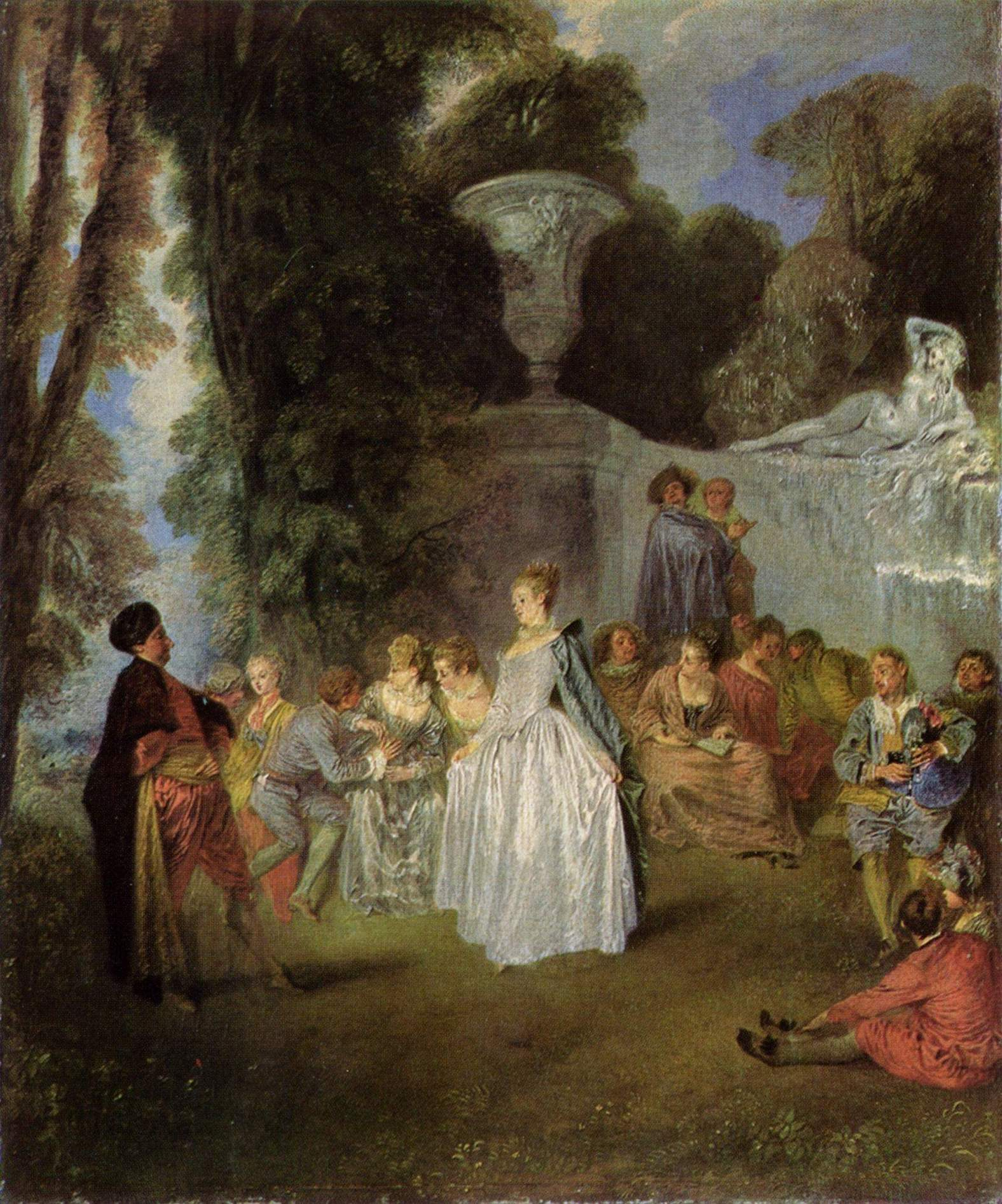
Nicht nur Symbol eines Sich-Luft-Machens im Karneval: Die Republik Venedig stand bei Vielen für eine Regierungsform näher am Menschen (Gemälde Fêtes vénitiennes von Antoine Watteau).

1699 entstand, was sich fügt, wenn zu einem Campra ein gleichermaßen aufgeweckter Textdichter Jean-François Regnard findet: Das Ballett Carnaval de Venise, mit eingebauter italienischer Mini-Oper Orfeo nell’inferni, üppiges Schauspiel, das trotz dünner Handlung den Dauphin, Sohn Ludwigs XIV., in seinen Bann schlug. Nicht so das gewöhnliche Publikum, das mit einer unüblichen Bilderwelt nichts anfangen konnte und bei diesem Stück Campra den wohl ungerechtfertigsten Misserfolg bescherte. Campra bat im Oktober 1700 um die Entlassung aus dem für ihn lukrativen Dienst der Kirche. Die Trennung hatte sich über ein paar Monate hin vollzogen und erfolgte freundschaftlich. Auch blieb Campra bis zu seinem Lebensende dem römisch-katholischen Glauben treu.
Den Ausstieg aus dem Kirchendienst vollzogen – sein zurückgelassener Dienstherr, Erzbischof Noailles, forderte die Schließung der Oper – musste Campra, wollte er an der Académie royale de musique etwas sein, sich auch in der Tragédie lyrique beweisen. Zu einem Text von Danchet komponierte er die Oper Hésione, die am 21. Dezember 1700 auf die Bühne kam – ein Triumph. Zwar noch ein Neuling im Librettisten-Geschäft, fiel gegenüber dem etablierten La Motte Danchets überlegene, harmonisch elegante Versifikation auf. Nichtsdestotrotz blieb den Kritikern, wie bei ähnlichen Stücken, ein Abgleiten der Tragédie lyrique in ein umfangreiches Ballett nicht verborgen. Tatsächlich brachte Campra mit einem nicht erwartbaren Gespür für Tänze jene vermehrt dort, wo Destouches auf gesungene Airs und Chöre setzte. Letzterer war stärker bei Rezitativen, die Campra gern umging, indem er sein melodisches Können in Airs oder Duos steckte. Die kommenden fünf Jahre füllte Campra die Plakate der Académie fast exklusiv, zunächst wieder 1701 mit dem vom Publikum weniger gut angenommenen Ballett Aréthuse ou la Vengeance de l’Amour. Musikalisch durchaus interessant, hatte das Stück mit Prolog und drei Entrées eher etwas von einer Pastorale, leider von Danchet mit keiner ergreifenden Handlung ausgestattet.
1701 war der Friede bereits zu Ende, aber trotz des Spanischen Erbfolgekriegs lief eine Welle prunkvoller Neuschöpfungen hinein bis ins Jahr 1702. In diesem Jahr kamen die Wiederaufnahmen von Lullys Phaëton und Acis et Galatée gut an, was Campra und Danchet dazu inspirierte, die Ballett-Oper Les Fragmens de Monsieur Lully als Pasticcio aus beliebten Lully-Stücken zu schaffen – mit einem beachtlichen Erfolg, und das inmitten jener drei Jahre, die für die erbarmungslosesten Kritiken der Rezensenten standen. Wollte das Publikum 15 Jahre nach Lullys Tod eine Erneuerung erleben und trotzdem alle Anforderungen aus der von ihm begründeten Tradition gewahrt wissen, so gelang Campra und Danchet 1702 mit Tancrède der Spagat. Von den Zeitgenossen angesehen als „eine der schönsten von jenen, die seit Lully gegeben wurden“, zeigte diese Oper den Komponisten auf der Höhe seines Könnens.
„Âge d’or“ (goldene Zeit) ist ein Ausdruck, der sich mitunter für diese kurze Periode findet, doch tatsächlich konnte Operndirektor Francine im Abrechnungsjahr Sommer 1702 bis in den folgenden nur an drei Monaten Gewinn verbuchen. Les Fragmens de Monsieur Lully gefiel zwar dem Publikum, lieferte aber keinen nachhaltig finanziellen Beitrag. Auch wenn später berühmt und mehrfach wieder aufgenommen, kam die Tragédie lyrique Tancréde in diese Spielzeit noch nicht gut an. So verschlechterte sich weiter die Situation des Opernhauses, Francine kam nicht umhin, sich bei dem Choreographen Louis Pécour Geld zu leihen und wurde zunehmend zum Gespött der Öffentlichkeit.

#### Brüche
Galt bei Lully noch ein unumstößlicher Vorrang der Vokal-Linie und hatten die Instrumentalisten die Singstimme streng im Kontrapunkt zu begleiten, verfuhr Campra bei seinen beiden Erfolgstragödien ebenso nach diesem Grundsatz, löste er sich davon aber 1703 willentlich bei seiner Ballett-Oper Les Muses genauso sehr, wie er die bei den Tragédies en musique vermiedene Stilsynthese hier wagte. Gegenüber dem edlen Genre der Tragédie en musique sah man im Ballett ein untergeordnetes, das Campra jetzt zu seinem Versuchsfeld machte. Generell beobachtete man seit 1700 gegenüber der Vokalmusik eine ansteigende Welle der Instrumentalkompositionen, die mit einer bei der Académie royale de musique gar nicht gut ankommenden Hochnäsigkeit behaftet war. Les Muses bot einige Neuerungen, der Stellenwert dieses Balletts erschloss sich dem Publikum allerdings noch nicht.
Mit Les Muses einher ging ein Aus der Zusammenarbeit Campras mit dem Verleger Christophe Ballard, der seit Hésione Campras Werke verkaufte. Das Geschäftsmodell bestand darin, die Partituren gut eine Woche vor der Premiere anzubieten. Der Komponist aber änderte bis zur Aufführung und machte die Drucke so zum Altpapier. Der Verleger brachte Campra vor Gericht, behielt in der Sache Recht und mied Campra bis 1708.
1704 starb der Librettist Joseph-François Duché de Vancy, Verfasser des unfertigen Textes zu Desmarests ebenso unfertiger Oper Iphigénie en Tauride. Als Campra und Danchet noch den letzten Schliff an Les Muses tätigten, traten Freunde des Exilierten an sie heran, mit der Bitte, Iphigénie zu vollenden. Es gelang, und am 6. Mai 1704 aufgeführt, erlebte die Oper einen – so Parfaict – mittelmäßigen Erfolg, um allerdings von Wiederaufnahme zu Wiederaufnahme besser zu gefallen. Ein wahrer Freundschaftsdienst, resultiert Desmarests bleibende Bekanntheit doch überwiegend aus diesem Stück. Iphigénie wurde rasch durch Lullys Acis et Galatée ersetzt, und im Sommer kam Francine nicht umhin, Ludwig XIV. darüber zu informieren, seine Gläubiger nicht länger bezahlen zu können. Der König nahm ihm daraufhin das Opernprivileg und reichte es weiter an Pierre Guyenet (~1667–1712).
Die erste, unter seiner Verantwortung gezeigte Oper war Télémaque ou les Fragments des modernes. Jene bestand fast komplett aus bereits vorhandener Musik und hatte es doppelt in sich: Der Untertitel knüpfte an die Querelle des Anciens et des Modernes an und politische Auswirkungen konnte der von Danchet herangezogene Roman Die Abenteuer des Telemach mit sich bringen, der nicht die einzige „frondeuse“ Äußerung seines Verfassers François Fénelon war, aber die den König veranlasste, dem Petit Dauphin den Kontakt zu Fénelon zu verbieten. Campra hatte die ausgesuchten Stücke gekonnt arrangiert, doch hielt sich die Oper nur knapp drei Monate. Jedenfalls ließen der Dauphin und seine Entourage sie sich nicht entgehen.
Offenbar war Guyenet doch so Zufrieden mit dem Ergebnis, dass es am 18. Dezember 1704 zu einem Vertrag mit dem Komponisten kam. Campra war seit einiger Zeit Orchesterchef an der Oper und verdiente im Jahr 2400 Livres. Der neue Vertrag sicherte ihm eine jährliche Pension von 1200 Livres. 100 Livres sollte es für die ersten 15 Aufführungen jeder neuen Oper geben, ab der 25sten nur noch 25 Livres. Diese Regelung blieb modellhaft für der Oper zukünftige Zusammenarbeit mit Autoren. Campra sollte pro Jahr ein einaktiges Divertissement abliefern, was nicht geschah. Auch behagte ihm nicht der Gedanke, restlos alles an der Oper dirigieren zu müssen – man änderte den Vertrag. Dies führte zu finanziellen Einbußen und Campra wirkte auf eine erneute Vertragsänderung hin. Schließlich trennte sich Guyenet von ihm und wählte Marin Marais für den Posten. Typisch Campra: war ein Ziel erreicht, verflüchtigten sich bald das Interesse und der Fleiß zur regelmäßigen Ausübung einer Funktion. Ende 1705 stand er ohne ein regelmäßiges Einkommen da, Beginn einer längeren Krise. Seine Arbeiten für die Oper kamen jetzt in unregelmäßigen Abständen.

#### Die Pariser Oper im kalten Wind der Jahre 1705 bis 1709
Am 15. Januar 1705 gab es die Tragédie en musique Alcine mit einigen Neuerungen, die dem Publikum nicht so recht auffielen. Danchets Libretto, orientiert an Ariosts Orlando furioso, fehlte es an Handlung – ein furchtbarer Misserfolg. Ebenfalls wenig Begeisterung rief die Wiederaufnahme von  L’Europe galante in 1706 hervor. Von zehn Opern, die von Anfang 1705 bis Anfang 1710 zur Aufführung kamen, fand nur Marais’ Alcyone Applaus, desgleichen Philomèle von Louis de La Coste. Mit diesem Stück begann Pierre-Charles Roys Karriere als Librettist. Hatten die lyrischen Tragödien im Lauf der Jahre einen Einschlag in Richtung „galant“ erhalten, – das Publikum zog diesen Typ auch weiterhin vor – lenkte Roy sie in Richtung „dramatisch“, womit sich die Ereignisse dieser Epoche auch auf der Bühne niederschlugen. Man wolle im Theater nur während einiger Akte weinen, meinte Paulmy d’Argenson, und hinausgehen, zufrieden mit dem Glück der interessanten Personen – diesen Gefallen tat Roy dem Publikum eher nicht. Nach dem Misserfolg von Alcine wagte Campra einen Versuch mit ihm und Hippodamie war sogar eine Liebesgeschichte mit gutem Ende, entnommen Charidemos oder Über die Schönheit von Lukian von Samosata. Es ist musikalisch ein Meisterwerk mit einer nicht dagewesenen Leichtigkeit und Eleganz bei den Chören und üppigen Verzierungen. Viele Tänze kommen vor und eine sehr schöne Chaconne am Schluss – nur passt dies nicht zu Roys neuer „dramatischen“ Richtung. „Oh langweilige Tragödie…“, hieß es in einer Strophe auf diesen am 6. März 1708 aufgeführten Misserfolg. Die Zeit der Rittergeschichten neigte sich ihrem Ende zu. Dass Campra dem Stück einen starken Einschlag des in Italien gängigen Stils verpasst hatte, rechtfertigte bald darauf Batistin Stuck im Prolog seiner Oper Méléagre – beide noch eben bei Philipp II. von Orléans in Sachen Stilsynthese zugange.
Nach der ausgebliebenen Anerkennung wandte Campra sich wieder Danchet zu, der von Roy gelernt zu haben schien. Zunächst galt es aber, das finsterste Jahr der Académie royale de musique zu überstehen. In der eigentlich einträglichsten Zeit wurden wegen der extremen Kälte im Januar 1709 alle Pariser Theater geschlossen und der „grand hiver“ brachte im folgenden Jahr ähnliche Kälte. Die Hungersnot in Frankreich 1709 sorgte dafür, dass auch die Wiederaufnahmen vom Liebesentzug des Publikums betroffen waren.

#### Aus dem Rahmen fallender Ausbruch von Ausgelassenheit
Der Spanische Erbfolgekrieg würde noch bis 1714 dauern, aber am 17. Juni 1710 lieferten Campra und Danchet, was den Menschen einen Moment lang beim Vergessen half: die Ballett-Oper Les fêtes vénitiennes. Nach den Reinfällen mit Alcine und Hippodamie stellten sie alles auf Anfang und setzten fort, was mit L’Europe galante und Les Muses sich entwickelt hatte. Mit seinen aneinandergereihten Einaktern und dem gerade beliebten Thema Venedig bot das Stück einen Ersatz für die vom König ausgewiesenen italienischen Komödianten. Eine Neuerung bestand darin, dass die Ballette in die Handlung eingebaute Bestandteile der Oper waren, und dass die Musik Antonio Vivaldis Campra vertraut war, offenbart ein Blick in die Partitur.

Auf dem Weg ins erhoffte Glück: Antoine Watteau schuf das zum „Meeresfest“ passende Gemälde der Einschiffung nach Kythera sieben Jahre nach Campras Fêtes vénitiennes.

Inhaltlich ist die Figur der „Folie“ bedeutsam, drückt sie doch das Verlangen nach Befreiung aus. Es war damals nicht ohne Risiko, durch die Blume das Frankreich Ludwigs XIV. als einen Ort zum Weglaufen zu präsentieren, so wie Menschen in Entrée „Meeresfest“ sich nach Cythère einschiffen, die Freiheit vor Augen.
Bis in den November kam man auf 66 Vorstellungen. Da es auch zu Beginn des Jahres 1711 Vorstellungen gab, erscheinen deren insgesamt 80 als realistisch. Auf eine ähnlich hohe Zahl kam zwei Jahre später Jean-Joseph Mouret mit Les Festes de Thalie, doch erst nach über 30 Jahren konnte Jean-Philippe Rameau mit dem Ballett Les Fêtes d'Hébé sie einholen. Für Operndirektor Guyenet mochte der Erfolg der Fêtes vénitiennes einen Hoffnungsschimmer bringen, doch 1711 – Campra präsentierte am 3. Dezember die Nouveaux Fragments – und zu Beginn von 1712 mied das Publikum einige kostspielige Produktionen und Pierre de Villiers schoss mit seinem Epitre sur l’opera et sur les autres spectacles Giftpfeile gegen die Oper. Im April 1711 war mit dem Grand Dauphin ein langjähriger Freund der Oper verstorben, im Februar 1712 starb dessen Sohn, der Petit Dauphin – jeweils mit angeordneter Staatstrauer und Schließung der Oper. Guyenet war ruiniert und nahm sich das Leben. Die Tragédie lyrique Idoménée von Campra und Danchet fiel mit ihrer Premiere am 12. Januar 1712 in diese Zeit, kam in der Publikumsgunst aber vergleichsweise gut davon. In dem Stück fanden sich zehn Chöre, die Campra in die Handlung einbaute – Bruch mit den Gepflogenheiten Lullys.
Im August 1712 wurde erneut Francine für die „régie“ der Oper ausgewählt, die vorläufige Verwaltung, zusammen mit Destouches, für den der König fünf Monate später den Posten des Inspecteur Général de l’Opéra schuf. Nach dem französischen Sieg in der Schlacht bei Denain ging es wieder aufwärts mit dem Land und Campra präsentierte im September 1712 ein Ballett nach althergebrachtem Muster mit einer durchgängigen Handlung in drei Entrées: Les Amours de Mars et de Vénus. Danchets unmoralisch sittenloses Libretto feierte den Ehebruch und nach 14 Vorstellungen kam das befohlene Aus. Nicht dass die Obrigkeit den moralischen Zeigefinger gehoben hätte – es gehörte sich einfach nicht, derlei auf einer Bühne mit dem Wort „royal“ im Namen zu zeigen. Und die Mythologie, Gegenstand der edlen Tragödien, sollte von Spaßmacherei getrennt bleiben. In seinem üblichen Wechsel brachte Campra wieder eine Tragödie. Doch seine am 28. November 1713 gezeigte Oper Télèphe war ein Misserfolg. Das Publikum weigerte sich, so die Brüder Parfaict, diesem Stück einen Applaus zu geben. Danchets Libretto war zu lang und voller Situationen, die man bereits kannte und bei denen sich erahnen ließ, wie es ausgeht. Gleichzeitig hatte Destouches Erfolg mit seiner Tragédie en musique Callirhoé (Libretto von Roy) und kam insgesamt in diesen Tagen beim Publikum besser an.

#### La jouissance de l’Opéra de Marseille
Die Inhaber von Lullys Opernprivileg boten Campra im August 1714 die „jouissance“ (Nutznießung) der Oper in Marseille an, oder anders gesagt: er wurde deren Direktor. Willkommen war er dort nicht. Ein widerspenstiger Mitarbeiter namens Pierre Auba tat alles, um ihn schnellstmöglich wieder loszuwerden. Campra schrieb dennoch das Divertissement Enée et Didon, sein letztes Werk zu Lebzeiten des Sonnenkönigs. Mitte November 1715 nahm er erneut Abschied vom Mittelmeer. Regiert wurde Frankreich nun von einem ehemaligen Schüler des Komponisten.

#### Stetiger Bedeutungsgewinn beim Pariser Opernhaus
Zu Ludwigs letzten Eingriffen bei der Opernakademie hatte 1714 eine neue Betriebsordnung gehört, in der endlich der Unterschied zwischen einem batteur de mesure (Orchesterchef) und einem maître de musique (Kapellmeister) vorkam. An drei Tagen in der Woche hatte der Kapellmeister in der Frühe mit den Darstellerinnen ihre Rollen einzuüben und allen Proben und Aufführungen mit der Partitur in der Hand in den Kulissen beizuwohnen, um die Auftritte des Sangespersonals zu steuern. 1718 wurde Campra Kapellmeister an der Académie royale de musique und verband sich fortan zunehmend mit den Geschicken des Hauses. Im Vorjahr hatte er mit Danchet Camille, reine des Volsques auf die Bühne gebracht, eine Tragédie en musique, in die offenbar gründliche Arbeit geflossen war. Danchet ließ alle Ungeheuer, Stürme und Götterschläge weg und setzte dafür auf eine Heldin, die mit Erfolg eine politische Aufgabe angeht. Für das Stück selbst stellte sich mit 15 Aufführungen der Erfolg nur halb ein. Campra hatte aus Idoménée gut angekommene Abschnitte herausgepickt, die hier aber nicht gut zusammengingen. Obendrein verlief sich der Text in verschiedene Richtungen, was einer Einheit verlangenden Tragédie en musique schadet. Jedenfalls galt Campra hernach als „gelehrter“ Musiker.
Da Danchet ohnehin auf Distanz zum Theater ging, suchte Campra sich für seine Ballett-Oper Les Ages mit Louis Fuzelier einen anderen, altbekannten Librettisten. Dieses Loblied auf die Jugend kam am 9. Oktober 1718 zur Erstaufführung, in Campras Paradedisziplin und mit einem Librettisten, der sich anschickte, berühmt zu werden – der Erfolg blieb nicht aus. Bei den Handlungsorten setzte man auf eine dem Bürgertum vertraute Wirklichkeit, ein Volksfest am Ufer der Seine, ein Ort auf dem Lande, der Hamburger Hafen und die Opernbühne. Damit zog Campra einen Schlussstrich unter seine Produktion von Opern, zumindest bis zu seinem einmaligen Rückfall von 1735.
Nach Campra und Destouches wurde es unter Komponisten unüblich, den Großteil der Schaffenskraft der Oper zugutekommen zu lassen. Die auf den Sonnenkönig folgende Régence brachte keinen Aufschwung im Opernbetrieb – tatsächlich fielen relativ mehr Stücke durch. Auch Direktor Francine hatte zu kämpfen: Pierre-Charles Roy schmähte ihn in einer seiner Satiren (und musste dafür ins Gefängnis). Schließlich bat man Francine, aus Altersgründen zurückzutreten, und Destouches wurde 1728 Direktor der Oper. 1729 schaute König Ludwig XV. unangemeldet bei einer Wiederaufnahme von Tancrède rein und im selben Jahr brachte im Schloss Marly-le-Roi erstmals eine Sängerin der Musique du Roi ein Air von Campra. Königin Maria Leszczyńska fand Freude daran und in den nächsten Monaten kamen die vier ersten weltlichen Bühnenwerke – es blieb bei diesen – in Auszügen bei Hofe zunehmend zur Aufführung. Noch 1729 machte der König Campra zum Ritter des Lazarus-Ordens.
Am Opernhaus gab es im Juni 1730 die nächste einschneidende Änderung: Viktor Amadeus I. von Savoyen-Carignan erhielt das Opernprivileg, Destouches machte den Fehler, dessen Pläne zu kritisieren und wurde kurzerhand entlassen. Neuer Inspecteur de l’Opéra wurde am 1. März 1732 André Campra, Erster Direktor Maximilien Claude Gruer. Arbeitsinhalt von Campras neuem Dienst war die Auswahl der zur Aufführung kommenden Werke. Er hatte dabei eine glückliche Hand und es waren darunter Erfolgsstücke wie Jephté von Michel Pignolet de Montéclair, Hippolyte et Aricie und Dardanus von Rameau sowie Scanderberg von François Francœur und François Rebel. Bei den untergeordneten Genres bekam auch ein Joseph Bodin de Boismortier seine Chance.

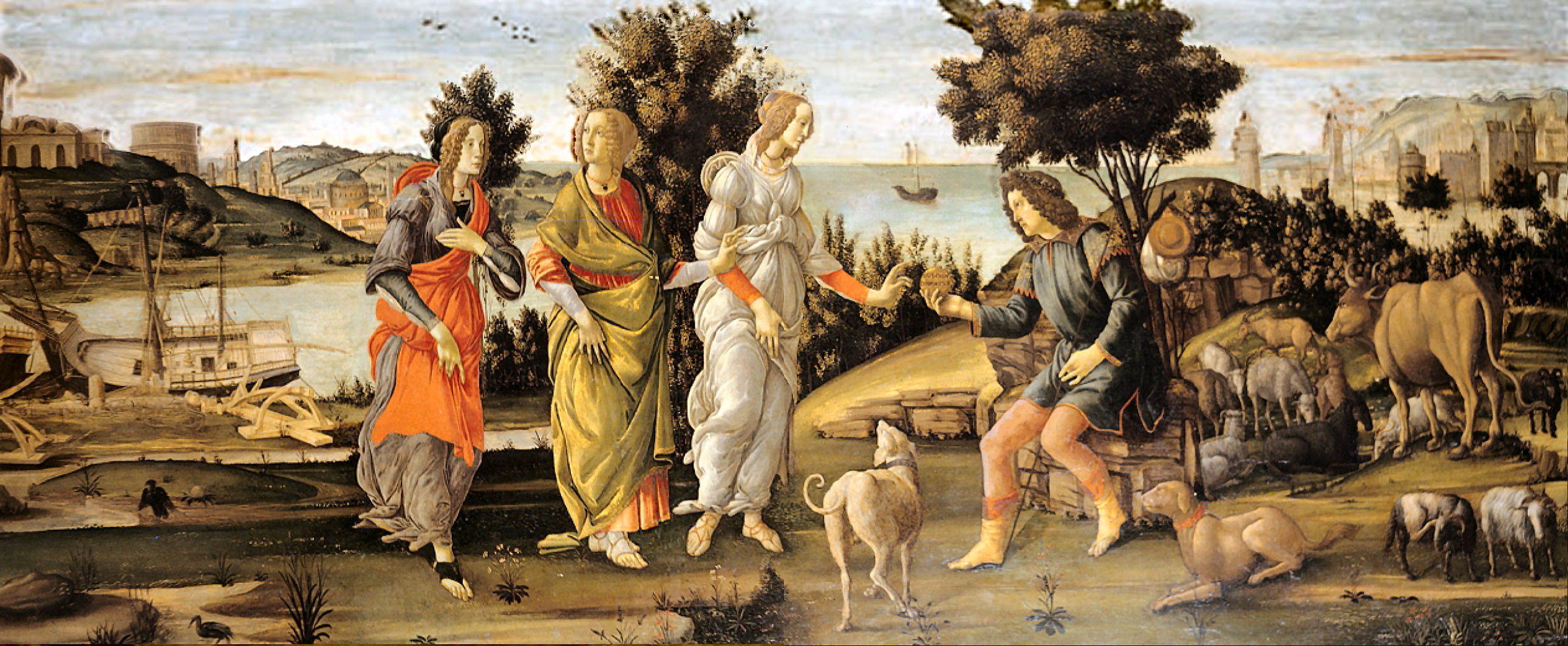
Das oft gemalte Urteil des Paris (hier von Sandro Botticelli) taugt zur Illustration von Campras Rolle bei der „Orgie“.

#### Die „Orgie“ von 1731
70 Jahre war Campra alt, als es im Juni 1731 zu einem Abendessen bei Gruer im Magazin der Oper kam. Man trank Wein, auch die anwesende Sängerin Marie Pélissier, die Tänzerin Marie Camargo und die Komponistin Mademoiselle Duval. Die Damen begannen zu singen und tanzen, bald baten sie um frische Hemden. Es gab in Gruers Dienstwohnung nur Herrenhemden, so zogen sie diese über, Unterkleidung kam zum Vorschein und fand das Interesse der Männer. Es entspann sich eine Art Schönheitswettbewerb mit Campra als Juror. Von nichts hätte irgendwer Notiz genommen, ohne die wegen der Sommerhitze geöffneten Fenster und ohne die Lautstärke – die Nachbarn riefen die Polizei. So schlug die Sache Wellen, kursierte in Publikationen und wurde als Produktion Le Magasin de l’Opéra von der Opéra-Comique gezeigt. Die feindseligen Varianten machten Campra zu einem Schuft und „alten Einwohner Sodoms“, was ihn als homosexuell präsentierte, eine Orientierung, die damals noch ein Ende auf dem Scheiterhaufen herbeiführen konnte. Bei aller Hochachtung vor dem Musik-Genie dürfte er kaum zu den ehrbaren Leuten gezählt worden sein.

#### Misserfolg der letzten Oper
In den 1720ern hörte Campra sich regelmäßig die Konzerte der Mélophilètes an und machte wohl dabei seinen Frieden mit der Musik Lullys. Überraschenderweise brachte er am 24. Februar 1735 zusammen mit Danchet wieder eine Oper ans Pariser Haus, mit einem Prolog, der eine Hommage an Lully und Philippe Quinault war. Sie positionierten sich damit im Lager der „Lullisten“, denen die „Ramisten“ gegenüber standen. Rameau hatte 1733 mit Hippolyte et Aricie die musikalische Welt in Aufwallung gebracht, plötzlich war ein neuer Musikgeschmack da. Campra konnte mit seiner Musik in einem Divertissement am Ende des zweiten Aktes Rameau nochmal zeigen, wie es geht. Aber gerade die vielen Divertissements begruben unter sich die Handlung seiner Tragédie en musique Achille et Déidamie. Die Tragédie en musique bekam in den frühen 1730ern nochmal Aufwind, doch hängten Montéclair, Royer, Francœur und Rebel nicht einfach symphonische „Nummern“ aneinander und hüteten sich davor, Ruhm und Liebe miteinander ringen zu lassen, verbrauchte Handlung, die sich mit Achille als Titelheld bereits ankündigt. Komponist und Texter schienen die Tragödie, die bis zum fünften Akt eher wie eine Pastorale daherkam, nach eingeübtem Schema aufgebaut zu haben, vieles war vorhersehbar. Bei den letzten, der insgesamt nur acht Aufführungen musste Déidamie sich zwar nicht mehr erstechen, zu retten war diese Oper aber auch so nicht.
Rameau traf im August 1735 mit Les Indes galantes wieder den neuen Musikgeschmack und Campra wurde 1739 als Inspecteur général de l’Académie Royale de Musique von Francœur und Rebel abgelöst. Nicht mehr realisiert wurde seine im August 1740 angekündigte Oper Les Noces de Vénus.

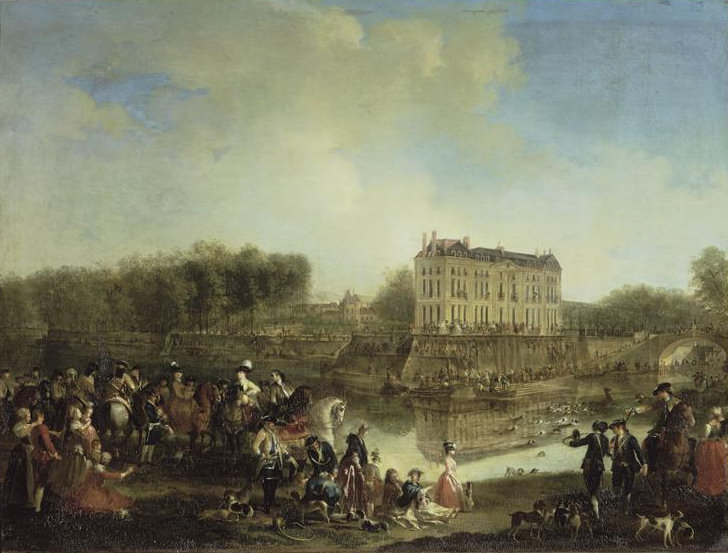
Contis Familiensitz bei L’Isle-Adam: Das Schloss auf einem Gemälde Michel Barthélemy Olliviers nach 1766.

### Anstellung bei allerhöchstem Adel
Von 1722 an war Andreé Campra mit Sicherheit für zwei Jahre Leiter der Hofmusik von Louis Armand II. de Bourbon, prince de Conti, einem Prinz von Geblüt. Vielleicht tat er den Dienst auch bis zu dessen Tod im Jahr 1727. Wie der Kontakt zustande kam, durch Vermittlung seitens des Regenten oder durch die Jesuiten, ist nicht überliefert. Conti wird einerseits als geisteskrank und gewalttätig beschrieben, andererseits war er ein großer Musik-Liebhaber – nicht ungewöhnlich bei den Fürsten des Zweigs der Bourbon-Conti. Diese standen zwar von Herkunft dem Thron sehr nahe, doch ohne reelle Aussicht, diesen jemals besteigen zu können. Die einzige, sie betreffende Anforderung war, nicht unangenehm aufzufallen. Der Verdruss hierüber fand ein Ventil in gelegentlicher Demonstration  musikalischer Unabhängigkeit vom König. Seine Ausfälligkeiten machten Conti zu einem Kandidaten für einen Lettre de cachet und er tat gut daran, viel Zeit auf seinem Familiensitz bei L’Isle-Adam zu verbringen. Für eine Veranstaltung dort schrieb Campra das Divertissement La Feste de L’Isle-Adam (1722), dessen Noten verloren gingen. Aus einem erhaltenen Livret lassen sich Rückschlüsse auf des Prinzen respektable Hofmusik ziehen. Umgekehrt passt die Art des Ensembles zu Stücken aus Campras drittem Kantatenbuch (1728), was die Vermutung nahelegt, diese seien zuerst bei Conti erklungen.

### Sous-maîtrean der Chapelle Royale in Versailles
Anfang April 1723 tat Campra erstmals Dienst als sous-maître de la Musique de la Chapelle. Das Wort „Chapelle“ steht einerseits für den beim Schloss Versailles 1710 fertiggestellten Sakralbau der Chapelle royale, andererseits war es allgemein Sammelbegriff für geistliche Hoffunktionen und speziell bei Campra war es die Umschreibung des entsprechenden Musikbetriebs. Den leitete als oberster Hofgeistlicher der grand aumônier (Großalmosenier von Frankreich), zu dessen Amt auch jene Kleriker gehörten, die als Chapelle-Oratoire bei den alltäglichen Messen dienten. Bei den grandes messes an den hohen Feiertagen kam acht- bis neunmal im Jahr die Chapelle-Musique zum Einsatz, für die ein hoher kirchlicher Würdenträger, der „maître“, die Verantwortung trug. In Campras Tagen waren dies aufeinander folgend Charles-Louis-Auguste Le Tonnelier de Breteuil und Louis-Guy de Guérapin de Vauréal (beide Bischof in Rennes). Der maître brauchte kein Wissen in Musik, musste aber präsidieren können, Streitigkeiten schlichten und gegebenenfalls ein Machtwort sprechen. Ihm unterstanden vier sous-maître, wörtlich „Unter“-Meister, wobei sie faktisch die echten „Maître de la Musique de la Chapelle“ waren. Sie mussten dirigieren, die zur Aufführung kommenden Motetten auswählen, an Prozessionen teilnehmen und sich um die Musik-Pagen kümmern. Zu dieser Charge kam die des Komponisten hinzu. Die Chargen der vier sous-maîtres verteilten sich auf die vier Quartale.

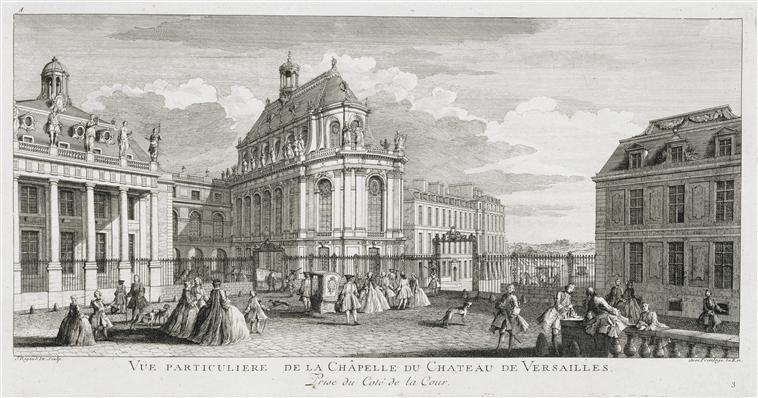
Campras letzter Wirkungsort war die Schlosskapelle von Versailles

Michel-Richard Delalande war es von 1683 an gelungen, alle an sich zu bringen. Dass er nun deren drei abgab, war wohl dem Drängen des Regenten geschuldet. Campra bekam und behielt das April-Quartal, ansonsten profitierten Gervais und Bernier. Beide reichten nicht an Campras künstlerisches Können heran, doch neben Delalande, der Gefühlsinhalt so gut mit Klängen verbinden konnte, wäre ein Abfallen möglich gewesen, hätte er es nicht verstanden, einen größeren Fächer an Gefühlen in eine leidenschaftlichere und wärmere Musik zu packen. Trotz typisch Versailler Einschränkungen behielten seine Motetten den ganz persönlichen Einschlag und können neben der Werken von Zeitgenossen wie Johann Sebastian Bach und Georg Friedrich Händel bestehen. Wenngleich der Regent die hohen Kosten für die Chapelle-Musique drastisch senken wollte, fand Campra sie doch in einem Zustand, der bei ausländischen Besuchern nur Bewunderung hervorrief. Der Sonnenkönig hatte für diesen Ort die besten Chorsänger Europas engagiert und Campra lief bei ihrer Verwendung gerade in dem Versailler grand motet zu neuer Hochform auf. Aber die Arbeit war für einen Mann über sechzig sehr schwer, es galt ständig, Zweifel an der eigenen Autorität nicht aufkommen zu lassen. Stand ein Auftritt zusammen mit der Musique de la Chambre du roi an, hieß es, sich gegenüber Repertoirewünschen seitens François Collin de Blamont durchzusetzen.
1732 berichtete Jean-Jacques Rousseau in einem Brief von Campras schlechtem Gesundheitszustand, eine nicht näher bekannte Krankheit plagte ihn bis zu seinem Tod. Als er nicht mehr konnte, wurde für ihn im Frühjahr 1740 Jean-Joseph Cassanéa de Mondonville als survivancier (Amtsanwärter) bestimmt. Ging eine Charge nicht an einen selbst ausgewählten Nachfolger, konnte eine survivance als „feindliche Übernahme“ gesehen werden, andererseits war ein freundschaftlicher Umgang nicht ausgeschlossen. Den Schlusspunkt hinter Campras Karriere setzte 1741 die „affaire des pages“: Campra konnte wohl aus Gesundheitsgründen die der einträglichen Charge innewohnende Leistung nicht mehr erbringen und wollte die Pagen unter die Obhut seines okzitanischen Landsmanns Esprit Antoine Blanchard stellen. Der Kardinal de Fleury gab allerdings Henry Madin den Vorzug.

### Die späten Jahre
Mit Ausnahme der Oper Achille et Déidamie (1735) und zweier vom Prinzen de Conti bestellter Gelegenheitswerke (La Fête de l’Isle-Adam, 1722) zur Hochzeit des Herzogs von Chartres (Le Lis et la Rose, 1724) komponierte er nur noch Kirchenmusik, darunter etwa 30 Motetten, ein Requiem, zahlreiche Psalmen und für die Aufführung am Collège Louis-Le-Grand bestimmte Kantaten. Seltsam mutet die 1742 von ihm vollzogenen Übergabe seines Amtes an den haute contre Nicolas Le Prince an, und der Verkauf der Rechte an seinen Motetten an diesen für 1000 Livres. Diesen Freund, ordinaire de la musique du roi, setzte er außerdem als Testamentsvollstrecker ein und vermachte ihm hierfür ein von André Bouys angefertigtes Porträt, das später verloren ging. Es hatten Campra 17 Jahre lang ein Diener und eine Köchin zur Seite gestanden, aber arm wie er nun war, konnte er ihnen nur wenig hinterlassen, als er Ende Juni 1744 drei Monate nach seinem Bruder Joseph starb. Mondonville übernahm die Charge des ebenfalls verstorbenen Gervais. Campras Charge blieb frei, die übrigen sous-maîtres arbeiteten ersatzweise vier Monate im Jahr. Nachdem auch Madin verstorben war, bekam Le Prince 1748 das Oktoberquartal.

### Campras Bedeutung
Bis 1720 hatte er rund fünfzehn opéras-ballets und tragédies lyriques komponiert, von denen einige mehrfach zu seinen Lebzeiten aufgeführt wurden. Zeitlich ist Campra zwischen Jean-Baptiste Lully und Jean-Philippe Rameau einzuordnen. Während die meisten Komponisten unmittelbar nach der Französischen Revolution vollständig in Vergessenheit gerieten, wurden die Werke von Campra, Lully und Rameau gelegentlich aufgeführt. Campra zählt zu den bedeutenden französischen Komponisten der ersten Hälfte des 18. Jahrhunderts. Er etablierte das damals neuartige musikalische Genre Opéra-Ballet, behielt mit üppigen Inszenierungen und mannigfaltigen Bühnenbildern das bei, was das Publikum seit Lully liebgewonnen hatte und sicherte das Ansehen der französischen Oper. Seine Musik ist gekennzeichnet von einer gewissen franco-italienischen Leichtigkeit und Schlichtheit, die das weltliche genauso wie das kirchliche Schaffen durchzieht.

## Werke (Auswahl)

### Geistliche Werke
- Trois livres de cantates, 1708, 1714 et 1728
- Nisi Dominus, 1722
- Messe de morts (Requiem), nach 1723
- Motets pour la Chapelle Royale, 1723–1741

### Bühnenwerke
- L’Europe galante, opéra-ballet, 1697
- Le carnaval de Venise, opéra-ballet, 1699
- Hésione, tragédie lyrique, 1700
- Aréthuse, 1701
- Tancrède, tragédie lyrique, 1702
- Les muses, 1703
- Iphigènie en Tauride, 1704
- Télémaque, 1704 (Pasticcio)
- Alcine, 1705
- Hippodamie, 1708
- Les fêtes vénitiennes, 1710
- Idoménée, tragédie lyrique, 1712
- Télèphe, 1713
- Énée et Didon, 1714
- Camille, reine des Volsques, 1717
- Les âges, 1718
- Les sauvages, 1729
- Achille et Déidamie, 1735